# باول بوركهارد
باول بوركهارد هو كاتب وملحن سويسري، ولد في 21 ديسمبر 1911 في زيورخ في سويسرا، وتوفي في 6 سبتمبر 1977 في سل في سويسرا.

## وصلات خارجية
- باول بوركهارد على موقع IMDb (الإنجليزية)
- باول بوركهارد على موقع ميوزك برينز (الإنجليزية)
- باول بوركهارد على موقع ميوزك برينز (الإنجليزية)
- باول بوركهارد على موقع قاعدة بيانات الأفلام السويدية (السويدية)
- باول بوركهارد على موقع ديسكوغز (الإنجليزية)
- باول بوركهارد على موقع قاعدة بيانات الفيلم (الإنجليزية)
- باول بوركهارد على موقع كينوبويسك (الروسية)